# Jackson Bandits
Jackson Bandits var ett amerikanskt professionellt ishockeylag som spelade i den amerikanska ishockeyligan East Coast Hockey League (ECHL) mellan 1999 och 2003. Laget har dock ursprung från Chesapeake Icebreakers som anslöt sig till ECHL 1997. 1999 köpte företagsledaren Bernard Ebbers, VD för det uppmärksammade telekommunikationsföretaget Worldcom, och affärspartnern J.L. Holloway 90% av Icebreakers medan Sherman Muths och Lenny Sawyer, båda var minoritetsägare för konkurrenten Mississippi Sea Wolves, köpte de resterande 10% och laget flyttades till Jackson i Mississippi för att vara Jackson Bandits. 2002 briserade Worldcom-skandalen som ledde till en av tidernas största företagskonkurser när Worldcom föll omkull och Ebbers tvingades därför sälja sin del av Bandits till Holloway och hans affärspartners i Isaac Byrd, Brian Fenelon och Billy Mounger III. Bandits lades ner efter efterföljande säsong. De spelade sina hemmamatcher i inomhusarenan Mississippi Coliseum, som hade en publikkapacitet på 6 620 åskådare vid ishockeyarrangemang, i Jackson. Laget hade samarbete med Chicago Blackhawks i National Hockey League (NHL). De vann aldrig Kelly Cup, som är trofén till det lag som vinner ECHL:s slutspel.
Spelare som spelade för dem var bland andra Johnathan Aitken, Darryl Laplante och Cory Larose.